# Christofberg (Gemeinde Brückl)
Christofberg (Krištofova gora, dialektal Šent Krištof) ist eine Ortschaft in der Gemeinde Brückl im Bezirk Sankt Veit an der Glan in Kärnten. Die Ortschaft hat 33 Einwohner (Stand 1. Jänner 2024). Sie liegt auf dem Gebiet der Katastralgemeinde St. Filippen.

## Lage
Die Ortschaft liegt im Südosten des Bezirks Sankt Veit an der Glan, am Südwestrand der Gemeinde Brückl im Bereich des Christofbergs und der benachbarten Kuppen. Über den Christofberg verläuft die Grenze zwischen den politischen Bezirken Bezirk Sankt Veit an der Glan und Klagenfurt-Land. Daher zerfällt der Ort Christofberg in zwei Ortschaften: der größere, nordöstliche Teil einschließlich der Filialkirche Christofberg bildet die hier besprochene Ortschaft Christofberg in der Gemeinde Brückl, der kleinere, südwestliche Teil bildet die Ortschaft Christofberg in der Gemeinde Magdalensberg.

## Geschichte
In der ersten Hälfte des 19. Jahrhunderts gehörte der Ort zum Steuerbezirk Osterwitz. Bei Gründung der Ortsgemeinden im Zuge der Reformen nach der Revolution 1848/49 kam Christofberg an die Gemeinde St. Filippen. Seit der Gemeindezusammenlegung 1865 gehört die Ortschaft zur Gemeinde Brückl, die bis 1915 den Namen St. Johann am Brückl führte.

## Bevölkerungsentwicklung
Für die Ortschaft zählte man folgende Einwohnerzahlen:
- 1869: 10 Häuser, 56 Einwohner[3]
- 1880: 9 Häuser, 48 Einwohner[4]
- 1890: 8 Häuser, 41 Einwohner[5]
- 1900: 10 Häuser, 32 Einwohner[6]
- 1910: 9 Häuser, 59 Einwohner[7]
- 1923: 6 Häuser, 25 Einwohner[8]
- 1934: 29 Einwohner[9]
- 1961: 6 Häuser, 25 Einwohner[10]
- 2001: 34 Gebäude (davon 34 mit Hauptwohnsitz) mit 27 Wohnungen; 19 Einwohner und 9 Nebenwohnsitzfälle; 11 Haushalte; 1 Arbeitsstätte, 4 land- und forstwirtschaftliche Betriebe[11]
- 2011: 30 Gebäude, 24 Einwohner, 13 Haushalte, 2 Arbeitsstätten[12]
- 2021: 28 Gebäude, 33 Einwohner, 15 Haushalte, 6 Arbeitsstätten[13]